# David Afkham

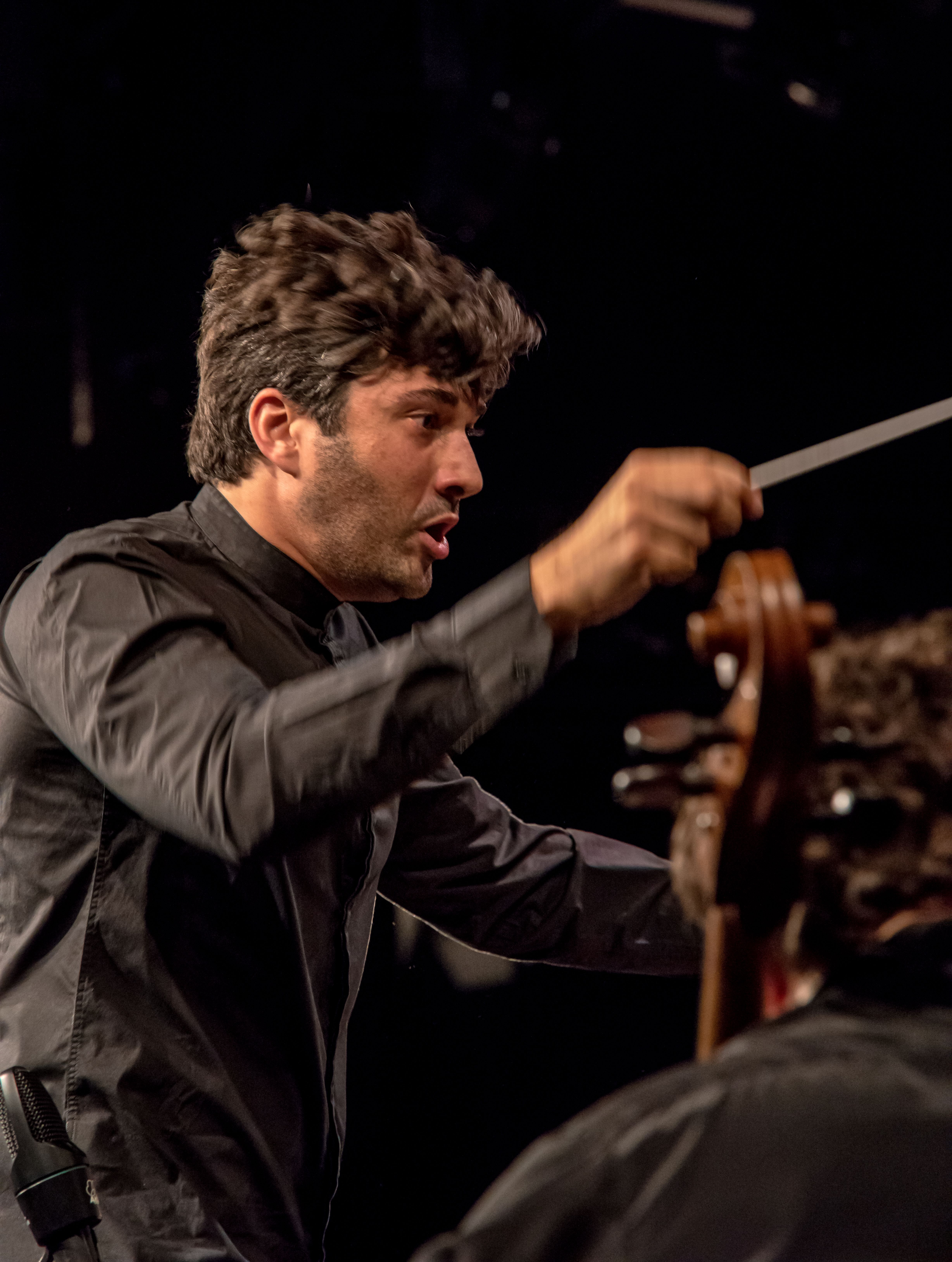
David Afkham (2016)

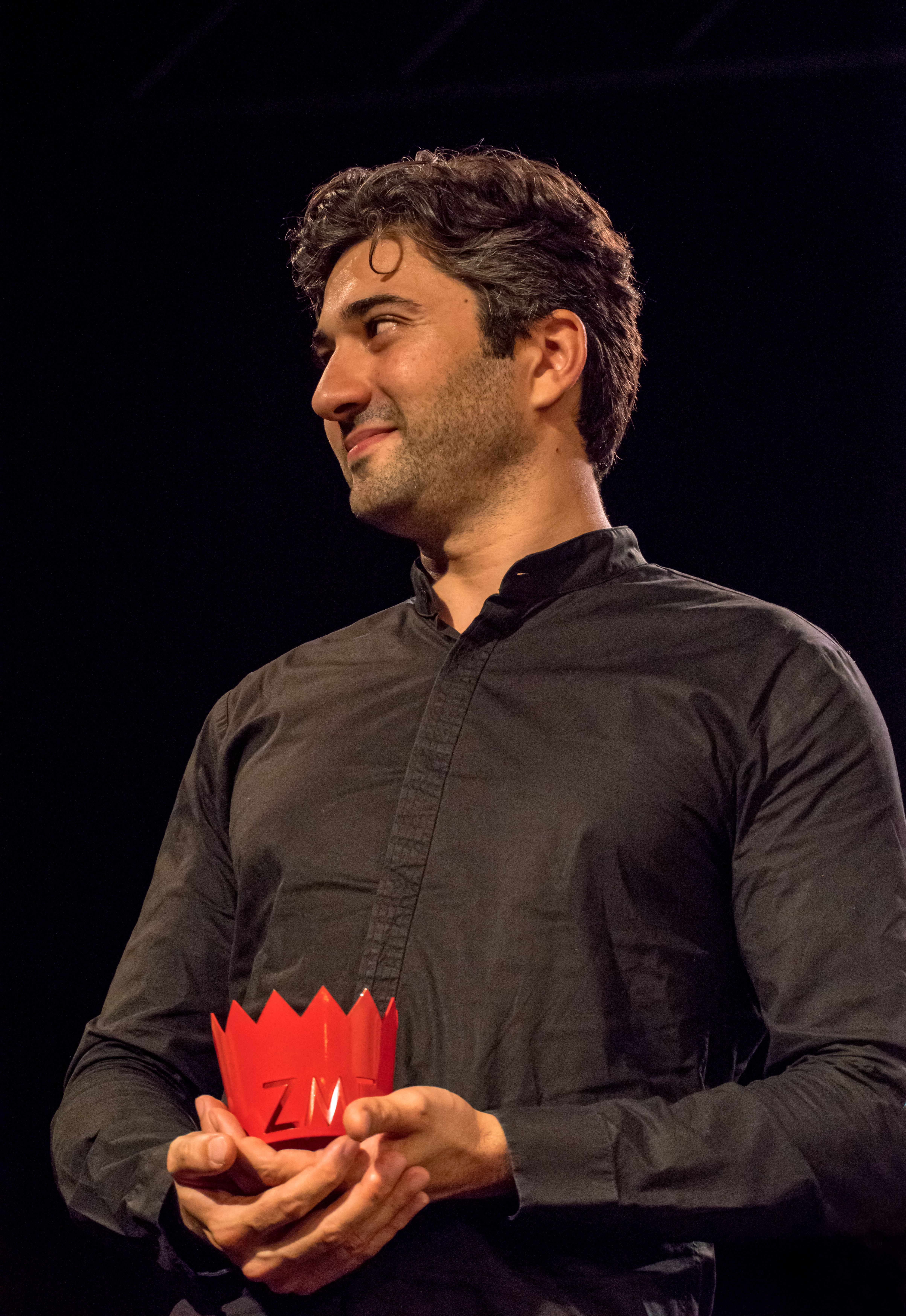
David Afkham, hier Preisträger auf dem ZMF 2016

David Afkham (* 1983 in Freiburg im Breisgau) ist ein deutscher Dirigent.

## Leben
David Afkham erhielt im Alter von sechs Jahren seinen ersten Klavier- und Geigenunterricht. Im Jahr 2002 errang er beim Bundeswettbewerb Jugend musiziert einen ersten Preis in der Kategorie Klavier solo. Mit 15 Jahren wurde er Jungstudent in den Fächern Klavier, Musiktheorie und Dirigieren an der Hochschule für Musik Freiburg. Er schloss sein Dirigierstudium an der Hochschule für Musik Franz Liszt in Weimar ab.
David Afkham war Stipendiat des Richard-Wagner-Verbands Bayreuth, Mitglied des Forums Dirigieren des Deutschen Musikrats, sowie erster Stipendiat des Bernard Haitink Fund for Young Talent.
2008 gewann er den Londoner Donatella-Flick-Dirigierwettbewerb und wurde zwei Jahre lang mit dem Posten des Assistant Conductor des London Symphony Orchestra betraut.
2010 erhielt er als erster Preisträger überhaupt den neugegründeten „Nestlé and Salzburg Festival Young Conductors Award“.
2012 schloss David Afkham seine dreijährige Amtszeit als Assistenzdirigent des Gustav Mahler Jugendorchesters ab.
In regelmäßiger Zusammenarbeit assistierte David Afkham seinem Mentor Bernard Haitink bei zahlreichen Konzertzyklen mit dem Concertgebouw-Orchester Amsterdam, dem Chicago Symphony Orchestra und dem London Symphony Orchestra.
Zu den Höhepunkten in den Jahren 2011 bis 2013 gehörten unter anderem die Debüts beim Concertgebouw-Orchester, dem Cleveland Orchestra, dem Mostly Mozart Festival-Orchester New York, den Los Angeles Philharmonic, den Münchner Philharmonikern, dem Deutschen Symphonie-Orchester Berlin, der Staatskapelle Dresden, dem Gürzenich-Orchester Köln, dem Radio-Sinfonieorchester Stuttgart, dem hr-Sinfonieorchester Frankfurt, dem Schwedischen Radio-Sinfonieorchester, den Göteborger Symphonikern, den Wiener Symphonikern, dem Orchestra  dell’Accademia Nazionale di Santa Cecilia, der Filarmonica della Scala, dem Spanischen Nationalorchester, dem Orchestre national de France, dem Philharmonia Orchestra London, dem Schottischen Kammerorchester und dem Mahler Chamber Orchestra.
Seit 2014 ist David Afkham Chefdirigent des Spanischen Nationalorchesters in Madrid.